# 南陽菊人形

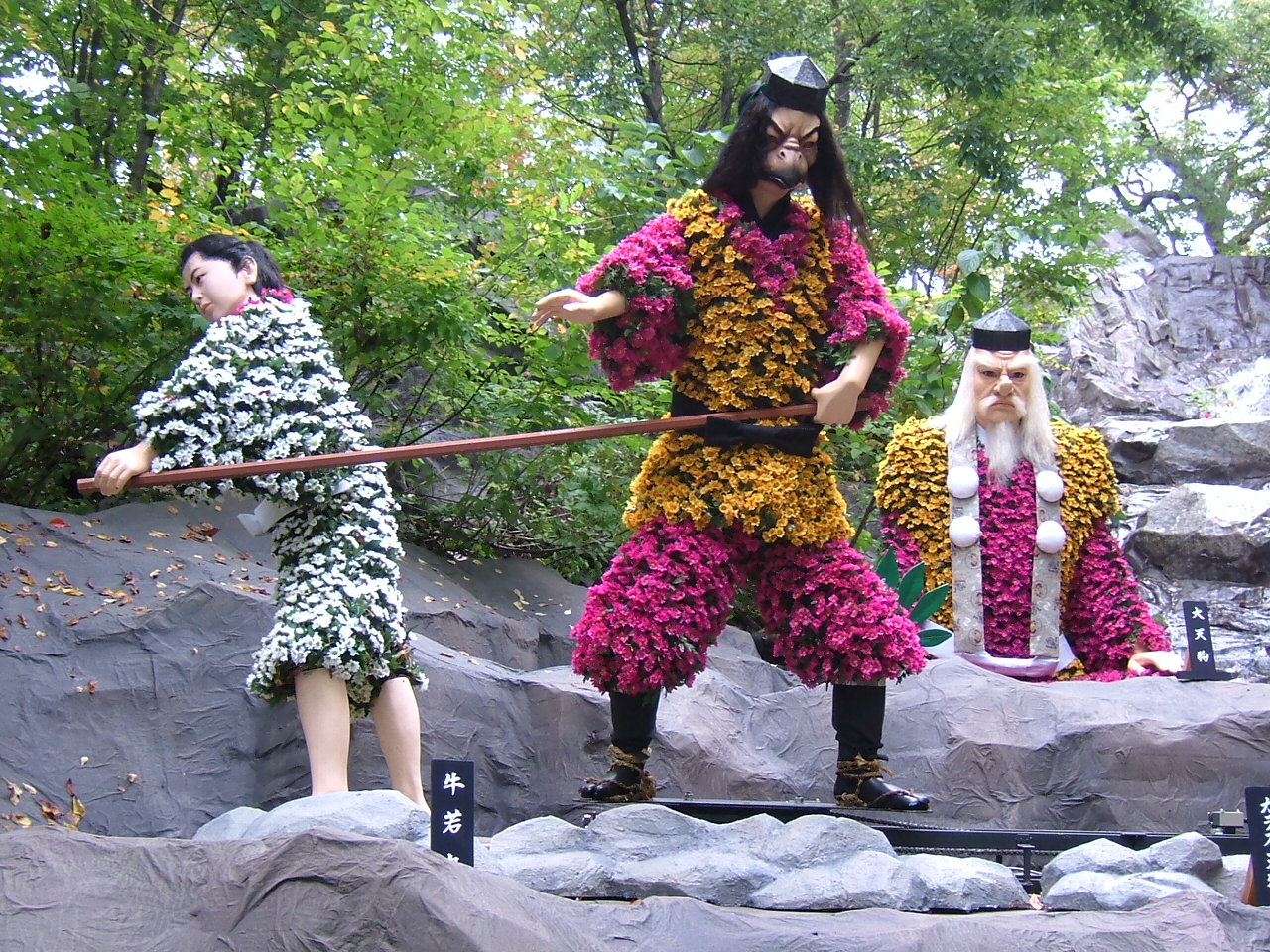
南陽菊人形

南陽菊人形（なんようきくにんぎょう）とは、南陽の菊まつり内で展示していて山形県南陽市で毎年10月中旬～11月中旬に開催している菊人形祭り。日本でも古く17世紀初期を起源としている。